# Bladel
Bladel es un municipio de la provincia de Brabante Septentrional en los Países Bajos, comprendido en el área metropolitana de Eindhoven. El 30 de abril de 2017 contaba con una población de 20.094 habitantes, sobre una superficie de 75,62 km², de los que 0,27 km² corresponden a la superficie ocupada por el agua, con una densidad de 267 h/km².  
El municipio se creó el 1 de enero de 1997 por la fusión de dos antiguos municipios: Hoogeloon, Hapert en Casteren y Bladel en Netersel, que a su vez amalgamaban primitivos municipios. El ayuntamiento se encuentra en Bladel. Los mayores núcleos de población son Bladel y Hapert, en los que se localiza la industria, siendo los restantes núcleos del municipio (Casteren, Dalem, Hoogeloon y Netersel) predominantemente agrícolas. 

## Galería de imágenes

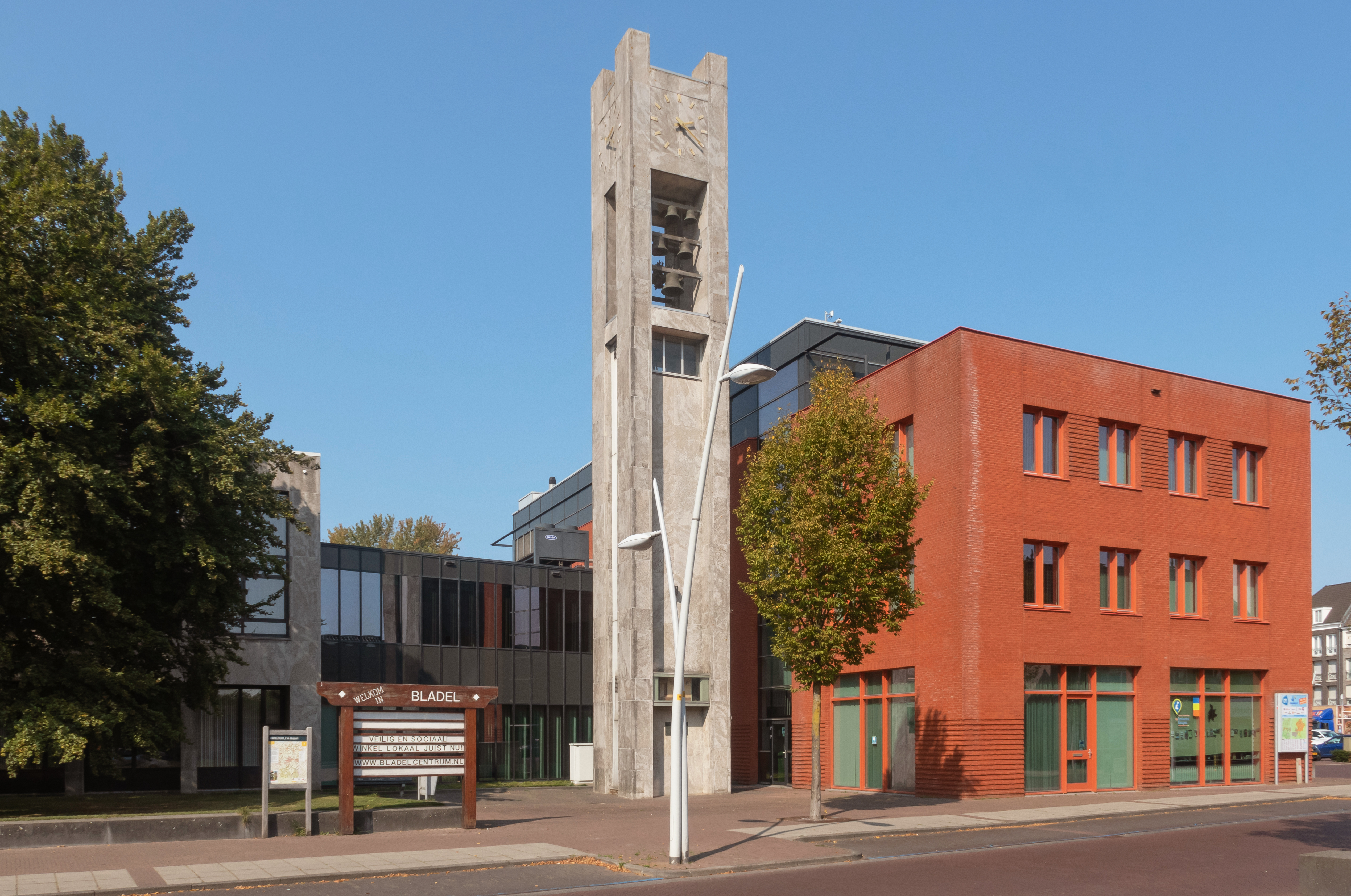
Bladel, ayuntamiento
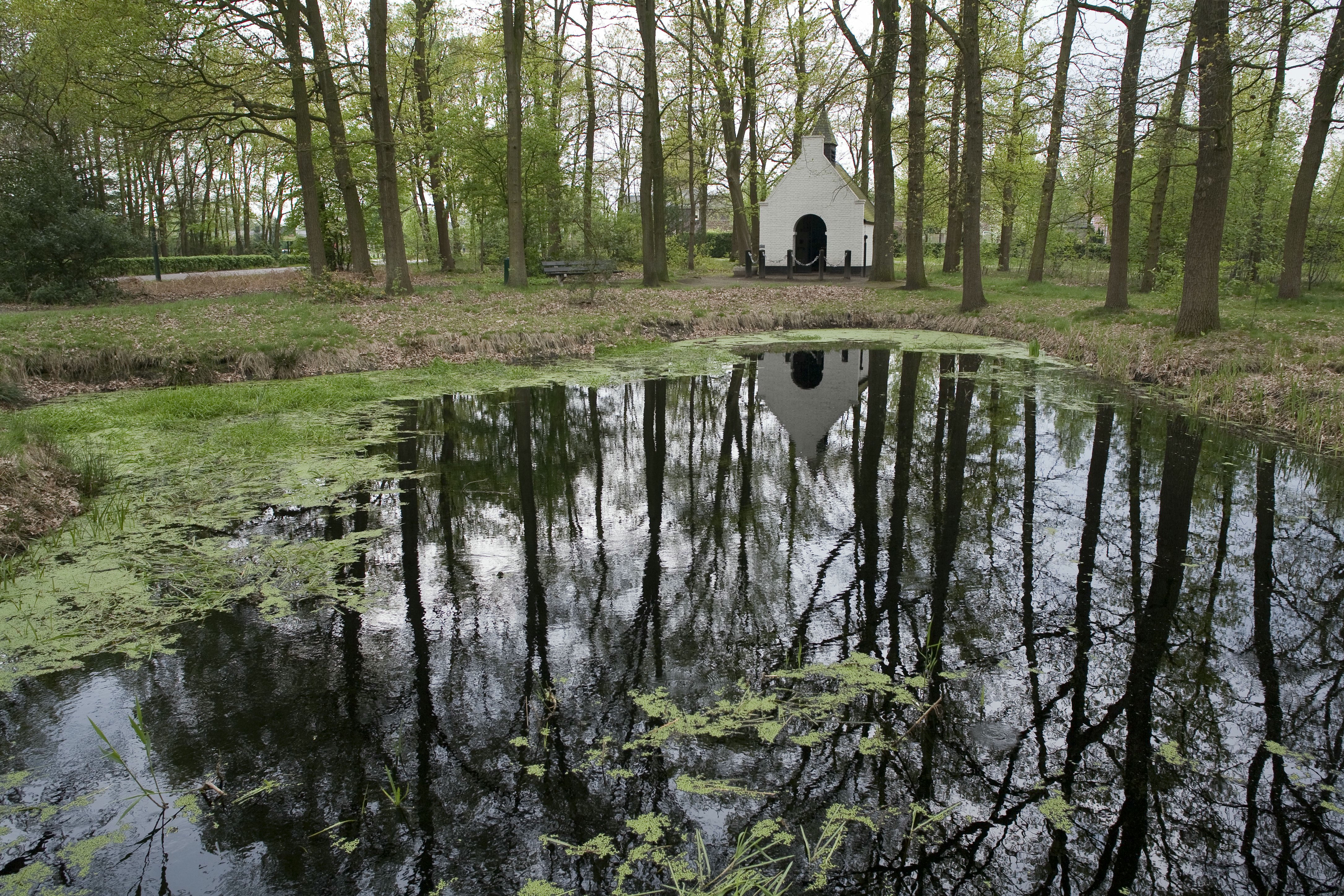
Hoogeloon: Mariakapel
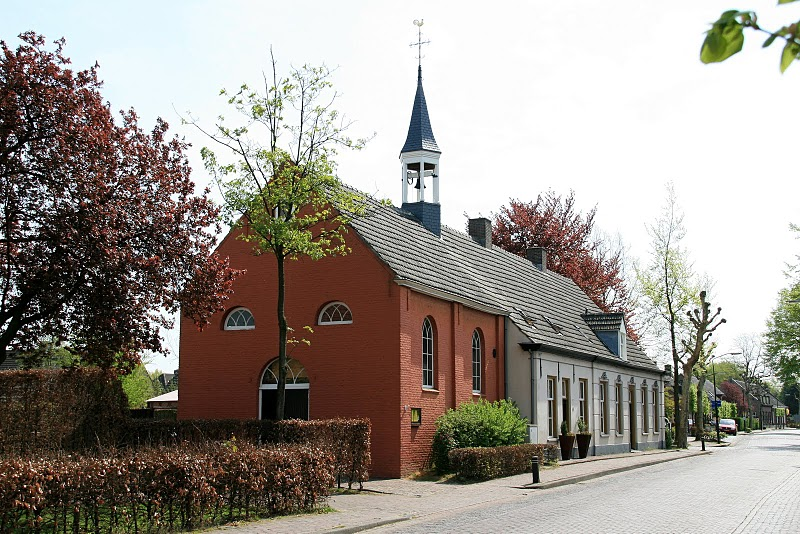
Hoogeloon: iglesia protestante
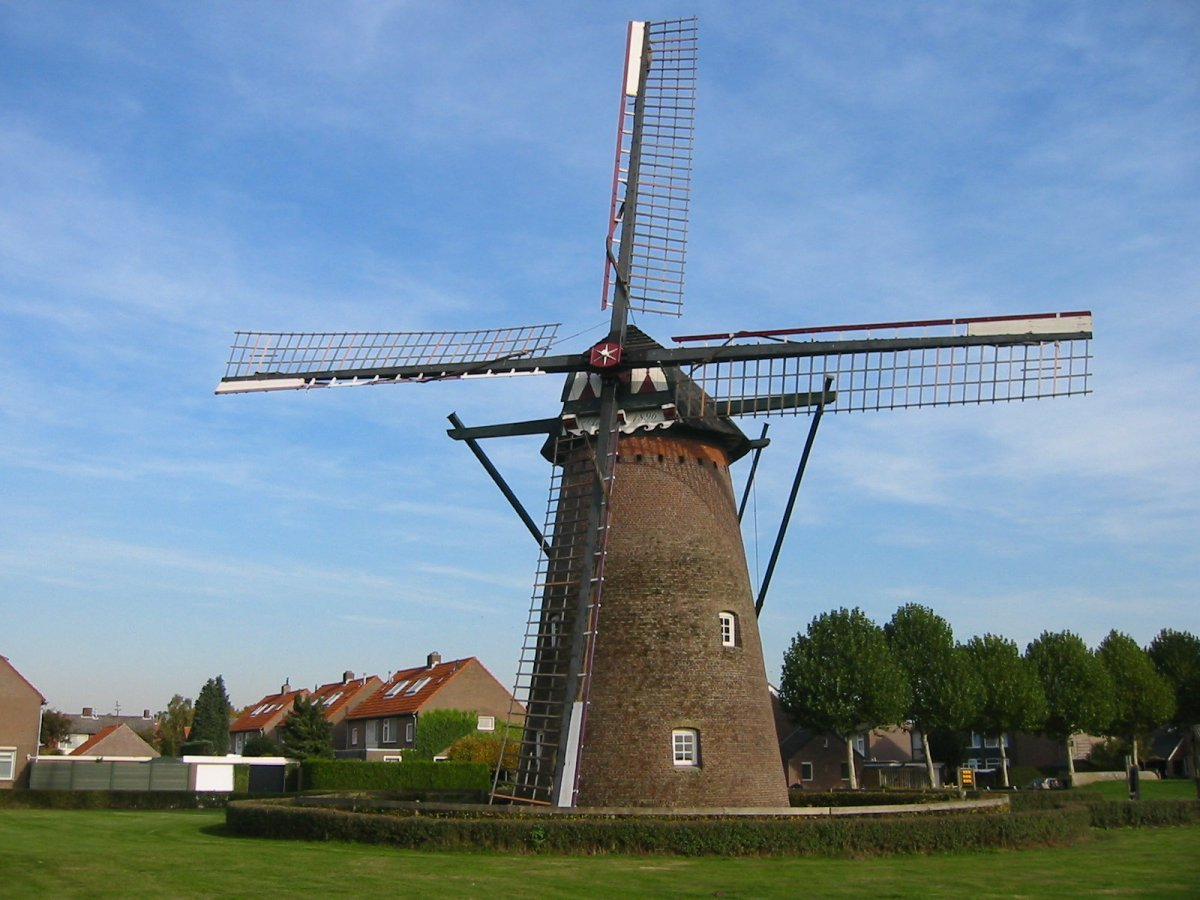
Hapert: Korenmolen
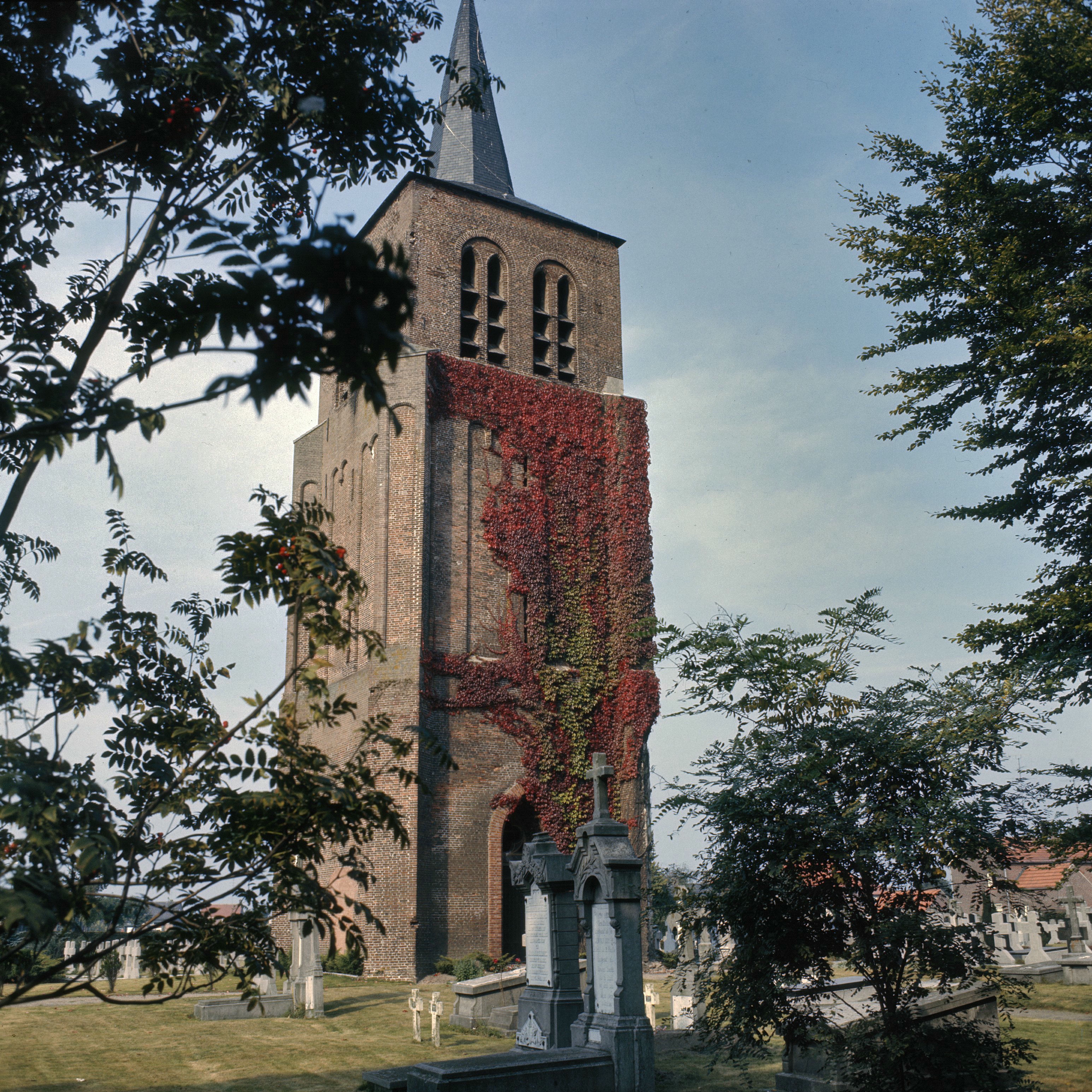
Bladel: torre de la primitiva iglesia de San Pedro ad Víncula (s. XV).

## Educación
- Collegio de Pius X, Bladel

## Personajes nacidos en Bladel
- Reinier Snieders (1812 - 1888), escritor
- August Snieders (1825 - 1904), escritor
- Corky de Graauw (1951), jugador de hockey sobre hielo
- Mary Fiers (1968), política
- Roy Beerens (1987), futbolista
- Koen van Steensel (1989), futbolista
- Paul Dijkmans (1991), futbolista